# Intergemeentelijke samenwerking
Intergemeentelijke samenwerking is een generieke term voor het gemeenschappelijk leveren van publieke diensten door meerdere gemeenten. De samenwerkende gemeentes zijn meestal (maar niet altijd) buurgemeenten.
Men kan spreken over intergemeentelijke samenwerking wanneer twee of meer gemeenten samenwerken om een publieke dienst te leveren. Omdat gemeentelijke fusies soms falen vanwege politieke tegenstand, kan intergemeentelijke samenwerking een manier zijn om publieke diensten effectief en efficiënt te houden zonder te hoeven fuseren. Echter kan intergemeentelijke samenwerking vaak falen wanneer coördinatieproblemen tussen gemeenten in sturing en regulering niet kunnen worden opgelost.

## Voor- en nadelen
VoordelenIntergemeentelijke samenwerking wordt gebruikt om efficiëntie en effectiviteit in publieke dienstverlening te vergroten. Het gezamenlijk financieren en voeren van deze diensten kan de kosten verlagen en schaaleconomie toestaan, wat in kleinere gemeenten erg belangrijk is. Samenwerking kan ook kapitaalinjecties toestaan die anders onbetaalbaar zouden zijn. Een groot voordeel in Europa is dat de Europese Unie prikkels geeft voor gemeentelijke partnerships.
NadelenDe belangrijkste barrière voor intergemeentelijke samenwerking is een gebrek aan vertrouwen of coördinatie tussen de partners. Als deze niet kunnen worden overbrugd, zal intergemeentelijke samenwerking vaak falen. Politici en burgers kunnen (terecht) bang zijn om controle over de dienst te verliezen. Naast het gebrek aan vertrouwen, kan de vaak complexe structuur van intergemeentelijke samenwerking een barrière zijn. Burgers kunnen ook vrezen dat samenwerking een stap is richting een gemeentelijke fusie.

## Geschiedenis
Samenwerking tussen gemeenten is een vrij nieuw fenomeen. Een historisch voorbeeld ervan waren de Hanzesteden, geïnstitutionaliseerd door Noord-Europese gemeenten, die van de dertiende tot de zeventiende eeuw in stand bleven. Na de Industriële Revolutie, toen steden explosieve bevolkingsgroei doormaakten en de eisen aan publieke diensten werden aangesterkt, werd intergemeentelijke samenwerking steeds meer populair. Hoewel samenwerking oorspronkelijk vrijwillig was, werd het vanaf het begin van de twintigste eeuw steeds meer in de wet vastgelegd.

## Vlaanderen
In Vlaanderen bepaalt het Decreet Lokaal Bestuur (dat vanaf 2019 het decreet intergemeentelijke samenwerking van 2001 vervangt) de volgende vormen van intergemeentelijke samenwerking:
- Interlokale vereniging (IV): zonder rechtspersoonlijkheid
- De projectvereniging (PV): maximaal zes jaar, maar verlengbaar
- De dienstverlenende vereniging (DV): voor een welbepaalde duurtijd, maximaal 18 jaar
- De opdrachthoudende vereniging (OV)
- De opdrachthoudende vereniging met private deelname (OVP)

De historische gegroeide lappendeken aan losse, lokale samenwerkingsverbanden leidde tot veel bestuurlijke verwarring. Uit een rapport van minister Geert Bourgeois van 2012 bleek dat iedere Vlaamse gemeente gemiddeld lid was van 68 intergemeentelijke samenwerkingsverbanden, met uitschieters zoals Mechelen dat er meer dan 100 had. Veel burgemeesters, schepenen, gemeenteraadsleden en andere bestuurders en vertegenwoordigers wisten vaak niet eens aan welke verbanden een bepaalde gemeente allemaal deelnam. De gewestelijke overheid zette daarom in 2017 een proces van regiovorming in gang om de samenwerkingsverbanden tussen gemeenten in Vlaanderen aanzienlijk te vereenvoudigen.
Op 1 februari 2023 werden er 15 referentieregio's vastgelegd, die voortaan de basis dienden te worden voor intergemeentelijke samenwerkingen. In bijzondere gevallen konden gemeenten uitzonderingen aanvragen, maar anders dienden zij deze nieuwe indeling te volgen. De regiovorming werd over het algemeen goed ontvangen als een moeilijke maar noodzakelijke maatregel om lokale bestuurswerkzaamheden te vergemakkelijken, hoewel met name gemeenten op de grenzen van de nieuwe regio's voor lastige keuzes werden gesteld en kritiek uitten op bepaalde hervormingen.

## Nederland

### Soorten samenwerkingsverbanden
In Nederland kunnen intergemeentelijke samenwerkingsverbanden om allerlei redenen leiden tot regiovorming rondom bepaalde thema's. Die regio's kunnen sterk verschillen tussen thema's. Zo ziet bijvoorbeeld een kaart van de 19 woningmarktregio's (na lang overleg in 2016 bij landelijke wet vastgelegd) er heel anders uit dan een kaart van de 35 arbeidsmarktregio's (geleidelijk ontstaan, mede door de Regionale Platforms Arbeidsmarktbeleid (RPA) en de Wet SUWI 2001). Op sommige thema's zoals belastingen doen veel Nederlandse gemeenten dat nog zelfstandig, terwijl in andere gevallen zoals Belastingsamenwerking Gouwe-Rijnland (BSGR) zeven Zuid-Hollandse gemeenten en een waterschap dit samen organiseren; de BsGW omvat zelfs 29 van de 31 gemeenten van de provincie Limburg en het Waterschap Limburg.

### Historische ontwikkeling
In Nederland zijn intergemeentelijke samenwerking en regiovorming in de loop der decennia van vorm en functie veranderd. De Vierde nota ruimtelijke ordening (VINO) van 1988 was de aanzet voor de vorming van "knooppunten", met een focus op mainports voor logistiek en de ontwikkeling van stadsprovincies. De werking verschoof in de jaren 1990 en de jaren 2000 naar acht plusregio's of stadsregio's, op 1 januari 2006 officieel vastgesteld op grond van Hoofdstuk IX van de Wet gemeenschappelijke regelingen (Wgr). Hiermee ontstond er een quasi-bestuurslaag tussen gemeenten en provincies, die samen meer bestuurskracht konden realiseren op kwesties die gemeentegrenzen overstegen. Anderzijds fungeerden de plusregio's zonder volksvertegenwoordiging (en dus zonder democratisch controlemechanisme), kon de provincie gemeenten soms dwingen om mee te doen aan een bepaalde plusregio en leidde de overlap tussen provincies en (door herindelingen steeds groter wordende) gemeenten tot verwarring van bevoegdheden en functies. Op termijn werd deze situatie onwenselijk geacht en vanaf 1 januari 2015 kwamen de plusregio's officieel te vervallen.

Voorbeeld intergemeentelijke samenwerkingen in Gelderland en grensgemeenten in 2016.
Samenwerkingsregeling Regio Achterhoek (8RHK)
Regio Noord-Veluwe (RNV, 'Care Valley Veluwe')
Regio Rivierenland

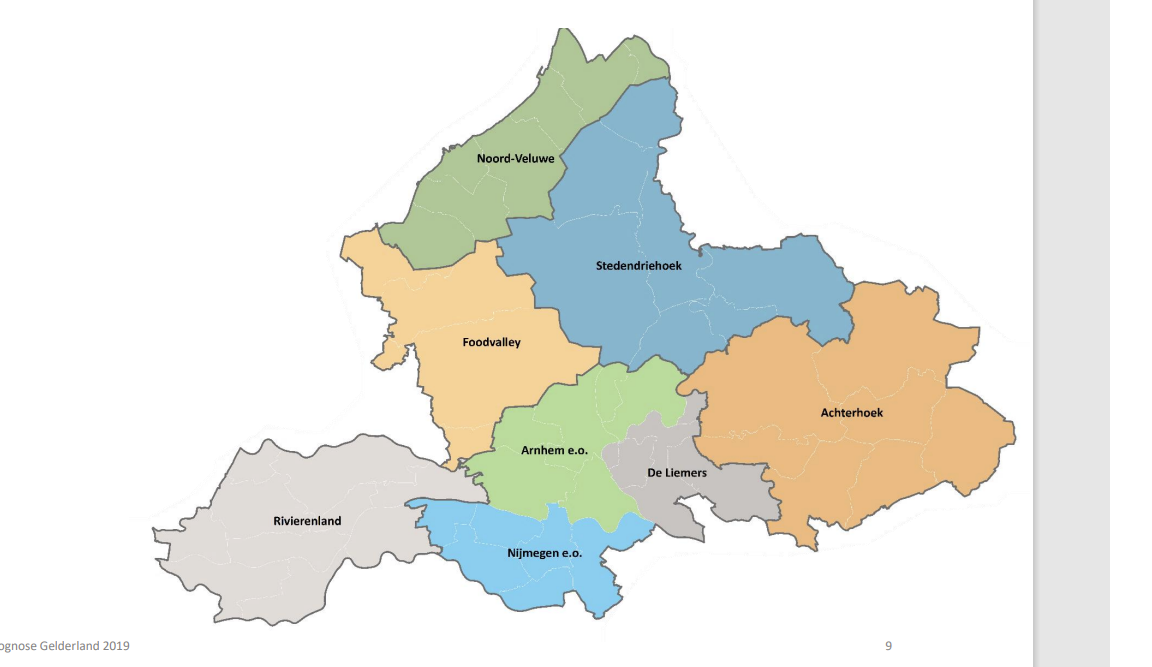
Door de provincie Gelderland gebruikte indeling voor regionale samenwerkingsverbanden en statistische regio's vanaf 2019.
Achterhoek (8RHK)
Foodvalley
De Liemers (Liemerse Ambassade)
Noord-Veluwe (RNV, 'Care Valley Veluwe')
Rivierenland
Arnhem en omgeving
Nijmegen en omgeving
Stedendriehoek ('Cleantech Regio')

Verschillende voormalige plusregio's zijn op vrijwillige basis als 'stadsregio' verder gegaan binnen het kader van de Wgr. Uiteindelijk kwamen er in de meeste gevallen metropoolregio's voor in de plaats: intergemeentelijke samenwerkingsverbanden op vrijwillige basis in de meest verstedelijkte gebieden van Nederland. Ondertussen begonnen ook de meer landelijke gemeenten aan regiovorming voor meer bestuurskracht en concurrentie met de stadsregio's. In bijvoorbeeld de provincie Gelderland ontstonden er tegenover de Stadsregio Arnhem Nijmegen (SAN) / Regio Arnhem Nijmegen (RAN) / Groene Metropoolregio Arnhem-Nijmegen (GMR) ook de Regio Foodvalley, de Regio Rivierenland,  Noord-Veluwe, de Liemerse Ambassade (zie ook de pagina over samenwerking in de regio Liemers), de Regio Achterhoek (8RHK) en de Stedendriehoek (1970–1986; 1993–heden, van 2016 tot 2023 ook wel 'Cleantech Regio' genoemd). In sommige gevallen doen gemeenten van aangrenzende provincies mee met regio's hoofdzakelijk bestaande uit Gelderse gemeenten. Door gemeentelijke herindelingen en andere ontwikkelingen kan de samenstelling van de regio's nog wel eens verschuiven. Zo heeft de gemeente Montferland meermaals gewisseld tussen Regio Achterhoek en Regio Arnhem Nijmegen door veranderende omstandigheden. Anno 2025 werkt de gemeente Montferland samen met zowel de Liemers (Liemerse Ambassade) als de Regio Achterhoek.

### Regiovorming en enkele voorbeelden
Intergemeentelijke samenwerkingen kunnen leiden tot het ontstaan van regionale identiteiten. Zo is de term "Oost-Groningen" vooral ingeburgerd geraakt door de Streekraad Oost-Groningen, een samenwerkingsverband van gemeenten dat van 1950 tot 2011 heeft bestaan. Andere verbanden zijn minder succesvol, zoals de ambtelijk samenwerkende BAR-gemeenten (2014–2024), waar Barendrecht na 10 jaar eenzijdig uitstapte nadat de populistische partij Echt voor Barendrecht de absolute meerderheid haalde tijdens de raadsverkiezingen van 2022, met het verbreken van de samenwerking als een speerpunt. Ridderkerk en Albrandswaard betreurden de beslissing en wilden de samenwerking voortzetten.
Enkele andere voorbeelden van intergemeentelijke samenwerkingen ingesteld op grond van de Wet gemeenschappelijke regelingen:
- Metropoolregio Amsterdam, inclusief Vervoerregio Amsterdam (opvolger van de Stadsregio Amsterdam), met deelregio's zoals Amstelland-Meerlanden
- Metropoolregio Eindhoven (opvolger van het Samenwerkingsverband Regio Eindhoven)
- Metropoolregio Rotterdam Den Haag (opvolger van Stadsregio Rotterdam en Stadsgewest Haaglanden, daarvoor Gewest 's-Gravenhage)
- Metropoolregio Utrecht (opvolger van Bestuur Regio Utrecht/U10 en Regio Amersfoort): 25 gemeenten
- Parkstad Limburg: 7 Zuid-Limburgse gemeenten
- P10 (samenwerkingsverband): 33 grootste plattelandsgemeenten
- M50 (platform): 65 middelgrote Nederlandse gemeenten
- Holland Rijnland: 13 gemeenten in de provincie Zuid-Holland
- Regio Twente (1969–2022): 14 Overijsselse gemeenten. Gemeentelijke samenwerking vanaf 2022 opgesplitst in aparte diensten.
- Liemerse Ambassade: 5 Gelderse gemeenten. De Liemers is daarnaast een statistische regio van de provincie Gelderland.

BrabantStad is een voorbeeld van een samenwerkingsverband van een aantal stedelijke gemeenten in Noord-Brabant (begonnen met 5 in 2001; sinds 2023 zeven gemeenten en de provincie) dat niet is gebaseerd op de Wet gemeenschappelijke regelingen, maar op een onderling afgesproken stedelijke agenda.